# Йезуитски орден
Обществото на Исус, познато повече като Йезуитски орден (на латински: Societas Iesu, S.J. и S.I.; на италиански: Compagnia di Gesù, „Исусова дружина“), е християнски религиозен орден на Римокатолическата църква. Членовете на ордена се наричат йезуити.
Началото на ордена е дадено на 15 август 1534 г. от баския благородник Игнаций Лойола и няколко негови съмишленици в Париж, като самият орден е официално утвърден на 27 септември 1540 г. в Рим с була на папа Павел III, озаглавена Regimini militantis Ecclesiae (За Ордена на войнстващата Църква).
Игнаций и шестимата други основатели (Франсис Ксавие, Пиер Фаврие, Алфонсо Салмерон, Диего Лайнес, Николас Бобадила и Симон Родригез) си поставили за задача да пътуват до Палестина и Светите земи, с цел проповедническа дейност сред турците или, ако то се окажело невъзможно, да предложат своите услуги на папата. В края на 30-те години на XVI в. Игнаций, вече завършил престижния университет в Париж, и неговите спътници пристигнали в Италия. Седмината се опитали да отпътуват от Венеция към Светите земи, но на фона на подновената Италианска война между императора на Свещената Римска империя Карл V и френският крал Франсоа I, водена за контрол над Северна Италия, и в която участвали освен това Папството и Венеция, седмината не получили това разрешение и вместо това отишли в Рим. Освен това оторизираните от Апостолическия престол за християнски пазители на Светите места францискански монаси позволявали само кратък престой в Палестина, заради усложнената политическа обстановка в региона, който бил завладян от Османската империя.
Папа Павел III създал официално ордена със своя була от 27 септември 1540 г., а на следващата година Лойола бил избран за първия генерал на Обществото на Исус. Йезуитите били доста по-различни от останалите ордени. Като за начало Лойола и неговите наследници се избирали не за определен мандат, както било прието, а доживотно. Йезуитите освен това не пеели всекидневни църковни псалми в хор, по подобие на останалите ордени. Всеки новоприет член трябвало да положи обет за бедност, целомъдрие и подчинение, както и да премине през разработените от Лойола „духовни упражнения“. През XVI век „упражненията“ били обект на критики, тъй като множество ревностни католици виждали в тях особена форма на мистицизъм, отдалечаващ се от ортодоксално приетите норми, поради което Лойола трябвало неколкократно да ги защитава пред Инквизицията. Въпреки че през 1548 г. те са публикувани официално и с одобрението на папа Павел III, „упражненията“ все пак не се отървали от критиците си.
В следващите десетилетия йезуитите си осигурили от Апостолическия престол голям брой привилегии, сред които правото да дават дипломи от своите университети (по този начин подронвайки останалите вековни и наложили се висши учебни заведения в Европа), никоя местна власт, светска или духовна, нямала юрисдикция над тях, те можели освен това да навлизат необезпокоявано в територията на който и да е съществуващ манастир. Когато към това се добави тяхната вярност към папата и неимоверното им богатство (макар формално да полагали обет за бедност, подобно на другите ордени и йезуитите имали лостове, с които да го избегнат), може да се видят причините за съществуващата срещу тях определена ненавист в някои кръгове в Европа от това време.
Сред основните задачи на йезуитите намерили място проповядването на Християнската религия в Новия свят, както и борба срещу силите на Реформацията в Европа. Чрез множество свои училища и университети, йезуитите осигурявали католическо образование на голям брой хора в Европа и най-вече на аристокрацията. Именно йезуитите, които вървели след испанските войски в Нидерландия (виж Бунт на Нидерландите), отстояли Фландрия и Брабант (ядрото на съвременна католическа Белгия) за католицизма. Двама от членовете на ордена са сред основните ръководители на Трентския събор, а орденът като цяло изиграва важна роля за победата на католицизма в Полша.
Йезуитите създават толкова работещо и гъвкаво за времето си общество, че успяват да излязат извън първоначалните си намерения за борба с Реформацията и протестантството. Те успяват да вложат голяма част от силите си в мисионерство и завземане на позиции в мюсюлманския свят и Новия свят.
Благодарение на лидерството на Лойола и добрата организация и подготовка на кадрите на Ордена, католическата църква дава съдържание на приетата на проведения през 1545 – 1563 г. Трентски събор Контрареформация и успява не само да се съхрани, но и да мине в настъпление.
Орденът е забранен от папа Климент XIV на 21 юли 1773 г., но йезуитите продължават въпреки това да действат на територията на Прусия и Русия. Орденът възстановява дейността си официално през 1814 г.